# نصف‌النهار ۱۱۵ درجه غربی
نصف‌النهار ۱۱۵ درجه غربی ۱۱۵مین نصف‌النهار غربی از گرینویچ است که از لحاظ زمانی ۷ساعت و ۴۰دقیقه با گرینویچ اختلاف زمانی دارد.
این نصف‌النهار از قطب شمال شروع و از مناطق زیر گذشته و به قطب جنوب ختم می‌شود.
- کانادا
- ایالات متحده آمریکا
- اقیانوس آرام